# 400 mètres 4 nages féminin aux Jeux olympiques d'été de 2012
Navigation
Pékin 2008 Rio de Janeiro 2016
L'épreuve de 400 m 4 nages femmes des Jeux olympiques d'été de 2012 a lieu le 28 juillet au London Aquatics Centre.

## Qualification
Pour participer à cette épreuve, les temps de qualification étaient de 4 min 41 s 75 pour le temps de qualification olympique (TQO) et de 4 min 51 s 75 pour le temps de sélection olympique (TSO) qui devaient être effectués entre le 1er mars 2011 et le 18 juin 2012. Un comité national olympique (CNO) pouvait inscrire 2 nageuses si elles faisaient le TQO et 1 nageuse si elle effectuait le TSO. Les CNO pouvaient inscrire des nageurs indépendamment du temps (1 nageur par sexe sur l'ensemble des épreuves) s'ils n'avaient pas de nageurs qui avaient réussi les temps de qualification nécessaires.

## Records
Avant cette compétition, les records dans cette discipline étaient les suivants :
| Record du monde  | 4 min 29 s 45 | Stephanie Rice | Australie | 10 août 2008 | Pékin (Chine) | , |
| Record olympique | 4 min 29 s 45 | Stephanie Rice | Australie | 10 août 2008 | Pékin (Chine) | , |

## Médaillés
| Or        | Argent           | Bronze    |
| Ye Shiwen | Elizabeth Beisel | Li Xuanxu |

## Résultats

### Finale (28 juillet au soir)
| Rang                                | Ligne | Nom                    | Nationalité     | Temps         | Notes |
| ----------------------------------- | ----- | ---------------------- | --------------- | ------------- | ----- |
| Médaille d'or, Jeux olympiques      | 5     | Ye Shiwen              | Chine           | 4 min 28 s 43 | RM    |
| Médaille d'argent, Jeux olympiques  | 4     | Elizabeth Beisel       | États-Unis      | 4 min 31 s 27 |       |
| Médaille de bronze, Jeux olympiques | 6     | Li Xuanxu              | Chine           | 4 min 32 s 91 |       |
| 4                                   | 3     | Katinka Hosszú         | Hongrie         | 4 min 33 s 49 |       |
| 5                                   | 7     | Hannah Miley           | Grande-Bretagne | 4 min 34 s 17 |       |
| 6                                   | 1     | Stephanie Rice         | Australie       | 4 min 35 s 49 |       |
| 6                                   | 8     | Caitlin Leverenz       | États-Unis      | 4 min 35 s 49 |       |
| 8                                   | 2     | Mireia Belmonte García | Espagne         | 4 min 35 s 62 |       |

### Séries (28 juillet le matin)
| Rang | Série | Ligne | Nom                    | Nationalité        | Temps         | Notes |
| ---- | ----- | ----- | ---------------------- | ------------------ | ------------- | ----- |
| 1    | 5     | 4     | Elizabeth Beisel       | États-Unis         | 4 min 31 s 68 | Q     |
| 2    | 3     | 5     | Ye Shiwen              | Chine              | 4 min 31 s 73 | Q     |
| 3    | 3     | 4     | Katinka Hosszú         | Hongrie            | 4 min 33 s 77 | Q     |
| 4    | 5     | 5     | Li Xuanxu              | Chine              | 4 min 34 s 28 | Q     |
| 5    | 5     | 3     | Mireia Belmonte García | Espagne            | 4 min 34 s 70 | Q     |
| 6    | 4     | 4     | Hannah Miley           | Grande-Bretagne    | 4 min 34 s 98 | Q     |
| 7    | 4     | 5     | Stephanie Rice         | Australie          | 4 min 35 s 76 | Q     |
| 8    | 4     | 3     | Caitlin Leverenz       | États-Unis         | 4 min 36 s 09 | Q     |
| 9    | 3     | 3     | Zsuzsanna Jakabos      | Hongrie            | 4 min 37 s 37 |       |
| 10   | 5     | 1     | Anja Klinar            | Slovénie           | 4 min 38 s 20 |       |
| 11   | 5     | 2     | Aimee Willmott         | Grande-Bretagne    | 4 min 38 s 87 |       |
| 12   | 4     | 6     | Miyu Otsuka            | Japon              | 4 min 39 s 13 |       |
| 13   | 5     | 6     | Blair Evans            | Australie          | 4 min 40 s 42 |       |
| 14   | 4     | 7     | Stina Gardell          | Suède              | 4 min 41 s 33 |       |
| 15   | 3     | 6     | Barbora Zavadova       | République tchèque | 4 min 41 s 84 |       |
| 16   | 4     | 2     | Katheryn Meaklim       | Afrique du Sud     | 4 min 43 s 46 |       |
| 17   | 2     | 5     | Kim Seo-yeong          | Corée du Sud       | 4 min 43 s 99 |       |
| 18   | 5     | 7     | Lara Grangeon          | France             | 4 min 44 s 28 |       |
| 19   | 3     | 8     | Natalie Wiegersma      | Nouvelle-Zélande   | 4 min 44 s 78 |       |
| 20   | 3     | 2     | Miho Takahashi         | Japon              | 4 min 45 s 10 |       |
| 21   | 2     | 4     | Stephanie Horner       | Canada             | 4 min 45 s 49 |       |
| 22   | 4     | 1     | Stefania Pirozzi       | Italie             | 4 min 45 s 61 |       |
| 23   | 4     | 8     | Jordis Steinegger      | Autriche           | 4 min 45 s 80 |       |
| 24   | 3     | 7     | Yana Martynova         | Russie             | 4 min 45 s 94 |       |
| 25   | 3     | 1     | Claudia Dasca Romeu    | Espagne            | 4 min 46 s 80 |       |
| 26   | 2     | 7     | Ganna Dzerkal          | Ukraine            | 4 min 48 s 19 |       |
| 27   | 2     | 6     | Andreina Pinto Perez   | Venezuela          | 4 min 48 s 64 |       |
| 28   | 1     | 3     | Thi Anh Vien Nguyen    | Viêt Nam           | 4 min 50 s 32 |       |
| 29   | 1     | 4     | Susana Escobar Torres  | Mexique            | 4 min 50 s 57 |       |
| 30   | 2     | 8     | Sara Nordenstam        | Norvège            | 4 min 51 s 28 |       |
| 31   | 2     | 1     | Karolina Szczepaniak   | Pologne            | 4 min 52 s 50 |       |
| 32   | 2     | 2     | Sara El Bekri          | Maroc              | 4 min 53 s 21 |       |
| 33   | 1     | 5     | Noora Laukkanen        | Finlande           | 4 min 53 s 54 |       |
| 34   | 2     | 3     | Georgina Bardach       | Argentine          | 4 min 57 s 31 |       |
| 35   | 1     | 6     | Anum Bandey            | Pakistan           | 5 min 34 s 64 |       |
|      | 5     | 8     | Joanna Melo            | Brésil             | DNS           |       |